# Onthophagus cribripennis
Onthophagus cribripennis là một loài bọ cánh cứng trong họ Bọ hung (Scarabaeidae).